# 大矢駅
大矢駅（おおやえき）は、岐阜県郡上市美並町大原にある、長良川鉄道越美南線の駅である。駅番号は19。

## 歴史
- 1927年（昭和2年）10月9日：鉄道省越美南線美濃洲原駅（現・母野駅） - 当駅間延伸時に終着駅の美濃下川駅（みのしもかわえき）[3]として開設[1]。旅客・貨物取扱開始[5]。
- 1928年（昭和3年）5月6日：当駅 - 深戸駅間延伸[1]。
- 1962年（昭和37年）11月29日：車扱貨物取扱廃止[6]。
- 1974年（昭和49年）
  - 4月1日：駅での出札・改札を省略[7]。
  - 10月1日：貨物取扱廃止[1][5]。
  - 12月1日：荷物扱い廃止[5][8]、無人駅化[2]。
- 1986年（昭和61年）12月11日：越美南線が長良川鉄道へ転換、同社の駅となる[1][5]。同時に大矢駅（おおやえき）に改称[1][5]。
- 2018年（平成30年）8月1日：平成30年7月豪雨による被害で美濃市駅 - 当駅間の信号設備が損壊したため、運行再開に合わせてこの区間で指導通信式による運行開始[9]。このため要員配置[9]。

## 駅構造

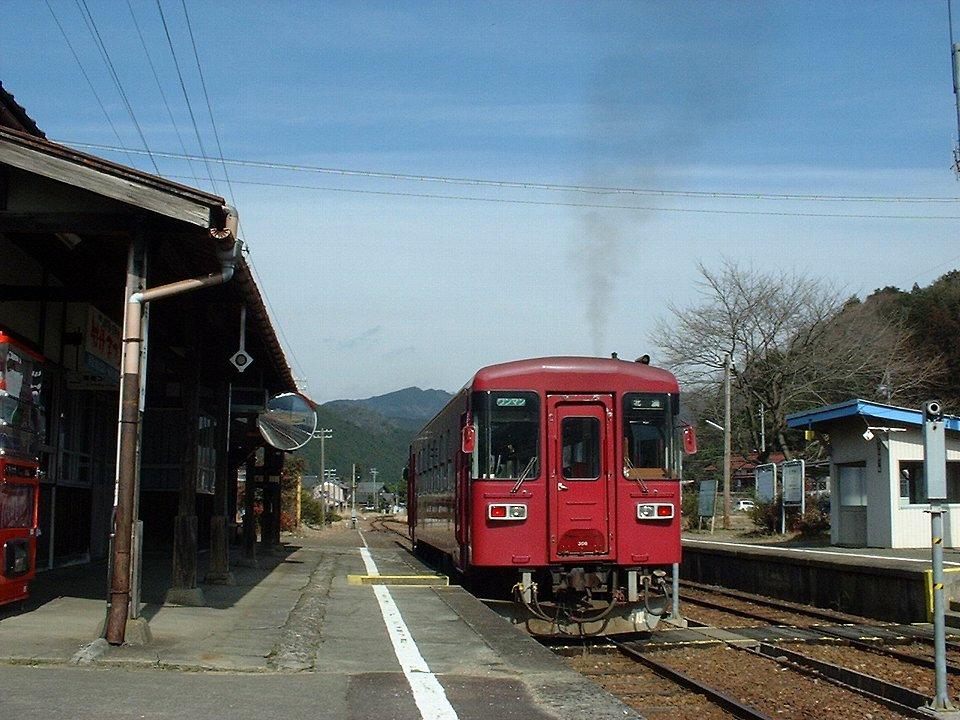
構内（2004年2月）

相対式ホーム2面2線を有する地上駅。木造駅舎を備える。
無人駅。美濃市駅 - 郡上八幡駅間で唯一列車交換可能な駅であるため、昔から列車交換が行われている。両ホームは構内踏切で連絡している。下りホーム側に駅舎があり、ここには以前使用された鉄道備品等の展示が行われている鉄道館を併設している（観光列車「ながら」運行日に開館）。また、2022年には駅スタンプが期間限定で駅舎内に設置された（金 - 日及び祝日のみ）。
トイレは男女別のものが駅舎南側にある。観光列車「ながら」は当駅での客扱いは行わないが、10分程度停車、トイレ休憩が取られる。

### のりば
| 番線   | 路線      | 行先                     |
| ------ | --------- | ------------------------ |
| 駅舎側 | ■越美南線 | 郡上八幡・北濃方面       |
| 反対側 | ■越美南線 | 美濃市・関・美濃太田方面 |

付記事項
- 案内上ののりば番号は割当てられていない。
- 場内・出発の各信号機は「行先」と記した方にしか設置されていないため、逆方向への出発は不可。

## 利用状況
| 年度               | 1日平均乗車人員 |
| ------------------ | --------------- |
| 2011年（平成23年） | 15              |
| 2012年（平成24年） | 28              |
| 2013年（平成25年） | 18              |
| 2014年（平成26年） | 21              |
| 2015年（平成27年） | 19              |

## 駅周辺
- 桂昌寺
- 美並南部コミュニティーセンター
- 美並南部体育館
- 長良川
- 岐阜県道324号白山美濃線
- 岐阜県道325号大原富之保線
- 国道156号

## バス路線
郡上市自主運行バス
- 美並南ルート（1日2往復、火・金運行。但し、お盆・年末年始を除く）

## 隣の駅
長良川鉄道
■越美南線
みなみ子宝温泉駅（18） - 大矢駅（19） - 福野駅（20）